# 22/7 計算中
『22/7 計算中』（ナナブンノニジュウニ けいさんちゅう）は、2018年7月から2024年3月までTOKYO MX、BS11で放送されていたバラエティ番組。22/7の冠番組である。
初回シリーズ（season1）は2018年7月7日から2019年12月28日まで放送。BS11では同年7月12日、日テレプラスでは同年10月11日よりそれぞれ毎週放送していた。
season2は2020年4月4日から2020年12月26日まで放送。season3は2021年4月3日から2022年3月26日まで放送。シームレスに2022年4月2日から2023年3月25日までseason4を、2023年4月1日から2024年3月30日までseason5を放送した。
2020年1月から3月まで同枠でアニメ『22/7』を放送し、関連して3月27日に『22/7 計算中 アニメ最終回&Season2開始 全部まとめて番宣スペシャル!』を放送。2021年1月から3月まで『22/7 検算中』を放送し、それに先駆けて同年1月1日には『22/7 計算中 お正月スペシャル!!』を放送した。season5で番組シリーズの終了を発表し、2024年4月20日から新番組の『22/7 計算外』を放送している。

## 概要
22/7のキャラクターが出演するバラエティ番組。MCは三四郎の小宮浩信と相田周二。ナレーターは山盛由果。
メンバーはトゥーンレンダリング処理を施した3DCGで出演。開始当初、製作が間に合わなかったという理由で、一部メンバーは書き割りパネルでの出演となっていた。第30回以降はメンバーの中から6人が出演し収録する体制が続いているが、それ以上の人数が出演する場合、全メンバーのCGが完成した第45回以降でも一部メンバーは書き割りパネルでの出演となる。ロケは目線カメラ（ウェアラブルカメラ）を使用して本人たちが取材している。
エンディング前には毎回お知らせコーナーがあり、イベントやCDの発売情報等の告知をしている他、エンディングではメイキングコーナーである「今日の収録の模様」として、モーションキャプチャー姿でスタジオトークを行うCG編集前の様子や、ロケを行うリアルメンバーの様子をダイジェストで放送している。低身長キャラクターの「着席時に足が床に着かない」様子を表現するために、担当のリアルメンバーは椅子を台でかさ上げしてスタジオ収録をしている（戸田=海乃、東条=高辻、永峰=清井）。

### 番組の変遷
シーズン2から斎藤ニコルを花川芽衣に代わり引き継いだ河瀬詩が担当。第5回から3DCG及びパネルのキャラクターの制服がアプリゲーム『22/7 音楽の時間』で使用されている六番町学院の冬服に変更された。シーズン1に行っていた生誕祭企画の代替で「やりたいことプレゼン企画」と称して演者休養中の河野都と東条悠希を除いた各メンバーにやってみたい企画を披露してもらい、採用を検討された企画は後日実施された。また新型コロナウイルスの影響により第8回〜11回放送分の「ナナオンクイーン決定戦」はZoomを使用した自宅収録となった。
シーズン3ではロケVTRで使用されている立ち絵がLive2D化され、体の揺れや簡単な表情変化が描画されるようになった。このモデルはメンバーのYouTube生配信でも使用されていた。出欠席にかかわらず出演キャラクター全員の名をエンディングクレジットに載せており、2021年で演者が卒業した佐藤・河野・東条・戸田・柊の場合も、キャラクター在籍中はCV表記を外して掲載していた。
シーズン4第14回のメンバー加入に合わせて、番組オリジナルの黒白調の制服に変更。

### インターネット配信
シーズン1とシーズン2をテレビ放送後に配信していた。AbemaTVで2018年7月10日から、ニコニコ生放送・ニコニコチャンネルでは同年9月8日から提供。dアニメストアでは上記サイトでの取り扱い終了後にシーズン1を全68話でラインナップしていた。
2018年に『22/7のニコニブ』（生配信／ニコニコ生放送）、2021年6月16日に『22/7 反省中』（生配信／YouTube）、8月20日に『22/7「計算中」「検算中」セレクションエピソード 24時間配信』（ニコニコ生放送）、11月23日に『22/7 覚醒中』（生配信／YouTube）を特別企画で実施した。

## 出演者
- 三四郎 - 相田周二、小宮浩信：MC
- 22/7 - 一之瀬蛍、織原純佳、神木みかみ、桐生塔子、斎藤ニコル、瀬良穂乃花、滝川みう、西浦そら、氷室みず姫、藤間桜
  - CV：四条月、椎名桜月、涼花萌、麻丘真央、河瀬詩、望月りの、西條和、相川奈央、月城咲舞、天城サリー
- 山盛由果：ナレーター
- 鈴木拓、ほしのディスコ：ゲストとして不定期出演

過去の出演者
- 22/7 - 佐藤麗華、東条悠希、河野都、戸田ジュン、柊つぼみ、立川絢香、丸山あかね、八神叶愛、永峰楓
  - CV：花川芽衣、帆風千春、高辻麗、倉岡水巴、海乃るり、武田愛奈、宮瀬玲奈、白沢かなえ、雨夜音、清井美那

|                 |                       | 出演                                                                                   |
| --------------- | --------------------- | -------------------------------------------------------------------------------------- |
| season1         | 第1回 - 第21回        | 河野、斎藤、佐藤、滝川、立川、戸田、藤間、丸山                                         |
| season1         | 第22回 - 第78回       | 神木、河野、斎藤、佐藤、滝川、立川、東条、戸田、柊、藤間、丸山                         |
| season1         | 第22回 - 第78回       | CV：涼花、倉岡、花川、帆風、西條、宮瀬、高辻、海乃、武田、天城、白沢                   |
| season2 season3 | s2 第1回 - s3 第41回  | 神木、河野、斎藤、佐藤、滝川、立川、東条、戸田、柊、藤間、丸山                         |
| season2 season3 | s2 第1回 - s3 第41回  | CV：涼花、倉岡、河瀬、帆風、西條、宮瀬、高辻、海乃、武田、天城、白沢                   |
| season4 season5 | s3 第42回 - s4 第13回 | 神木、斎藤、滝川、立川、藤間、丸山                                                     |
| season4 season5 | s4 第13回 - s5 第36回 | 一ノ瀬、織原、神木、桐生、斎藤、瀬良、滝川、立川、永峰、西浦、氷室、藤間、丸山、八神   |
| season4 season5 | s4 第13回 - s5 第36回 | CV：四条、椎名、涼花、麻丘、河瀬、望月、西條、宮瀬、清井、相川、月城、天城、白沢、雨夜 |

## 放送リスト

### season1
| 回 | 放送日        | 放送内容                                                                 | スタジオ出演メンバー                                   | VTR出演メンバー                       | ゲスト                                                                              | 備考                                                                        |
| -- | ------------- | ------------------------------------------------------------------------ | ------------------------------------------------------ | ------------------------------------- | ----------------------------------------------------------------------------------- | --------------------------------------------------------------------------- |
| 1  | 2018年 7月7日 | 私たちをもっと知って欲しい 22/7自己PR動画コンテスト                      | 8人全員                                                | 河野・丸山・戸田・立川                |                                                                                     | 丸山・滝川・斎藤・立川はパネルでの出演                                      |
| 2  | 7月14日       | 私たちをもっと知って欲しい 22/7自己PR動画コンテスト                      | 8人全員                                                | 藤間・斎藤・佐藤・滝川                |                                                                                     |                                                                             |
| 3  | 7月21日       | アイドルの登竜門 絶叫リポート選手権                                      | 8人全員                                                | 河野・立川・戸田・滝川                |                                                                                     |                                                                             |
| 4  | 7月28日       | アイドルの登竜門 絶叫リポート選手権                                      | 8人全員                                                | 藤間・佐藤・丸山・斎藤                |                                                                                     |                                                                             |
| 5  | 8月4日        | 22/7 初海外ロケ ANIME EXPO 2018潜入リポート!                             | 8人全員                                                | 藤間・斎藤・立川                      |                                                                                     | 丸山が3DCG化                                                                |
| 6  | 8月11日       | 22/7 初海外ロケ ANIME EXPO 2018潜入リポート!                             | 8人全員                                                | 藤間・斎藤・立川                      |                                                                                     | [ 注釈 5 ]                                                                  |
| 7  | 8月18日       | 夏バテ解消! スタミナ料理対決!                                            | 8人全員                                                | 丸山・河野・滝川                      |                                                                                     | 滝川が3DCG化                                                                |
| 8  | 8月25日       | 3rdシングル「理解者」大ヒット祈願スペシャル                              | 8人全員                                                | 佐藤・河野・戸田・滝川                |                                                                                     |                                                                             |
| 9  | 9月1日        | アニメカルチャーを学べ! ××の休日に密着SP!!                               | 8人全員                                                | 佐藤・戸田                            | 岩井勇気 （ハライチ）                                                               | [ 注釈 5 ]                                                                  |
| 10 | 9月8日        | 祝!小宮浩信35歳! バースデープレゼント対決!!                              | 8人全員                                                | 戸田・河野・丸山                      |                                                                                     | 斎藤が3DCG化                                                                |
| 11 | 9月15日       | いいね!が貰えるアイドルは誰だ!? インスタ映えクイーン決定戦!              | 8人全員                                                | 戸田・藤間・立川・丸山                |                                                                                     | 立川が3DCG化                                                                |
| 12 | 9月22日       | いいね!が貰えるアイドルは誰だ!? インスタ映えクイーン決定戦!              | 8人全員                                                | 河野・佐藤・斎藤・滝川                |                                                                                     |                                                                             |
| 13 | 9月29日       | 22/7 計算中 Special Event                                                | なし                                                   |                                       |                                                                                     | 神木・東条・柊の加入を発表                                                  |
| 14 | 10月6日       | 仁義なき フィッシング対決!!                                              | 8人全員                                                | 河野・戸田・丸山・藤間                | 鈴木拓 （ドランクドラゴン）                                                         |                                                                             |
| 15 | 10月13日      | 仁義なき フィッシング対決!!                                              | 8人全員                                                | 河野・戸田・丸山・藤間                | 鈴木拓 （ドランクドラゴン）                                                         |                                                                             |
| 16 | 10月20日      | バイキングリポートクイーン決定戦!                                        | 8人全員                                                | 丸山・戸田・河野・佐藤                |                                                                                     | [ 注釈 5 ]                                                                  |
| 17 | 10月27日      | バイキングリポートクイーン決定戦!                                        | 8人全員                                                | 立川・斎藤・藤間・滝川                |                                                                                     | [ 注釈 5 ]                                                                  |
| 18 | 11月3日       | 京都の観光名所を探せ 記念撮影バトル!!                                    | 8人全員                                                | 河野・斎藤・丸山・立川                |                                                                                     | CGモデル更新                                                                |
| 19 | 11月10日      | 京都の観光名所を探せ 記念撮影バトル!!                                    | 8人全員                                                | 佐藤・戸田・藤間・滝川                |                                                                                     |                                                                             |
| 20 | 11月17日      | 絵心があるのは誰だ?芸術の秋! デッサンクイーン決定戦!!                    | 8人全員                                                | 藤間・斎藤・佐藤・河野                |                                                                                     |                                                                             |
| 21 | 11月24日      | 絵心があるのは誰だ?芸術の秋! デッサンクイーン決定戦!!                    | 8人全員                                                | 戸田・丸山・立川・滝川                |                                                                                     |                                                                             |
| 22 | 12月1日       | 私たちをもっと知って欲しい 22/7自己PR動画コンテスト                      | 11人全員                                               | 神木・東条・柊                        | MIO                                                                                 | 神木・東条・柊がパネルで登場                                                |
| 23 | 12月8日       | 8人に追いつけ! 新メンバー絶叫リポート選手権                              | 11人全員                                               | 柊・東条・神木・戸田                  |                                                                                     |                                                                             |
| 24 | 12月15日      | 滝川みうのテンションが上がる動画選手権                                   | 11人全員                                               | 藤間・河野・斎藤・柊・戸田            |                                                                                     |                                                                             |
| 25 | 12月22日      | 滝川みうのテンションが上がる動画選手権                                   | 11人全員                                               | 立川・佐藤・神木・丸山・東条          | 北沢善一                                                                            |                                                                             |
| 26 | 12月29日      | 第1回 22/7東西歌合戦!                                                    | 11人全員                                               |                                       |                                                                                     | スタジオライブ開催                                                          |
| 27 | 2019年 1月5日 | 第1回 22/7東西歌合戦!                                                    | 11人全員                                               |                                       |                                                                                     | スタジオライブ開催                                                          |
| 28 | 1月12日       | 2019年No.1ラッキーガールは誰だ!? 22/7運勢ランキング                      | 11人全員                                               |                                       | ぷりあでぃす玲奈                                                                    |                                                                             |
| 29 | 1月19日       | 2019年No.1ラッキーガールは誰だ!? 22/7運勢ランキング                      | 11人全員                                               | 戸田                                  | ぷりあでぃす玲奈                                                                    |                                                                             |
| 30 | 1月26日       | 35歳!小宮浩信の いい加減ひとり暮らし大作戦!                              | 河野・佐藤・柊 斎藤・立川・神木                        | 河野・佐藤・柊                        |                                                                                     | この回から6人体制（メンバー持ち回り）                                       |
| 31 | 2月2日        | 22/7ソロキャンプクイーン決定戦!                                          | 藤間・河野・神木 丸山・滝川・東条                      | 藤間・河野・神木                      | ヒデ （ペナルティ）                                                                 |                                                                             |
| 32 | 2月9日        | 22/7ソロキャンプクイーン決定戦!                                          | 藤間・河野・神木 丸山・滝川・東条                      | 藤間・河野・神木                      | ヒデ （ペナルティ）                                                                 |                                                                             |
| 33 | 2月16日       | 22/7常識・非常識クイーン決定戦                                           | 佐藤・河野・東条 藤間・戸田・柊                        |                                       |                                                                                     |                                                                             |
| 34 | 2月23日       | 22/7常識・非常識クイーン決定戦                                           | 佐藤・河野・東条 藤間・戸田・柊                        |                                       |                                                                                     |                                                                             |
| 35 | 3月2日        | 藤間桜のテンションが上がる動画選手権                                     | 藤間・滝川・（丸山） 斎藤・河野・柊                    | 斎藤・滝川・丸山・河野・柊            |                                                                                     | 丸山は体調不良の為欠席 （パネルで代置）                                     |
| 36 | 3月9日        | ファンのお悩み解決! 22/7アドバイスクイーン決定戦                         | 藤間・滝川・柊 佐藤・河野・神木                        |                                       |                                                                                     |                                                                             |
| 37 | 3月16日       | 第1回チーム対抗クイズバトル!                                             | 藤間・立川・柊 戸田・佐藤・神木                        | 河野・丸山                            |                                                                                     | [ 注釈 5 ]                                                                  |
| 38 | 3月23日       | 第1回チーム対抗クイズバトル!                                             | 藤間・立川・柊 戸田・佐藤・神木                        |                                       |                                                                                     | [ 注釈 5 ]                                                                  |
| 39 | 3月30日       | 22/7春の告白クイーン決定戦                                               | 丸山・神木・戸田 佐藤・滝川・柊                        | 戸田・神木・佐藤 柊・滝川・丸山       |                                                                                     | 神木が3DCG化                                                                |
| 40 | 4月6日        | 22/7春の告白クイーン決定戦                                               | 丸山・斎藤・河野 藤間・立川・東条                      | 河野・立川・東条・藤間・斎藤          |                                                                                     |                                                                             |
| 41 | 4月13日       | 22/7をもっと知りたい 心理テスト大作戦                                    | 佐藤・河野・斎藤 神木・滝川・東条                      |                                       | 亜門虹彦                                                                            |                                                                             |
| 42 | 4月20日       | 22/7をもっと知りたい 心理テスト大作戦                                    | 藤間・丸山・戸田 立川・柊                              |                                       | 亜門虹彦                                                                            |                                                                             |
| 43 | 4月27日       | 22/7 AnimeJapan2019潜入リポート                                          | 戸田・河野・斎藤・東条 丸山・神木・柊                  | 戸田・河野・斎藤・東条 丸山・神木・柊 |                                                                                     | 東条が3DCG化                                                                |
| 44 | 5月4日        | 22/7イメージ調査ランキング                                               | 藤間・滝川・河野 丸山・斎藤・佐藤                      |                                       |                                                                                     |                                                                             |
| 45 | 5月11日       | 連帯責任!ビリビリプレッシャーバトル                                      | 藤間・滝川・柊 丸山・斎藤・佐藤                        |                                       |                                                                                     | 柊が3DCG化で全員パネルから卒業                                              |
| 46 | 5月18日       | 連帯責任!ビリビリプレッシャーバトル                                      | 河野・立川・神木 戸田・東条                            |                                       |                                                                                     |                                                                             |
| 47 | 5月25日       | 戸田ジュン&佐藤麗華生誕祭 やりたいことをやらせてあげよう                 | 戸田・佐藤・河野 神木・立川・東条                      | 戸田                                  | 夢幻颯人 ほしのディスコ （パーパー）                                                | 戸田ジュン編を放送                                                          |
| 48 | 6月1日        | 戸田ジュン&佐藤麗華生誕祭 やりたいことをやらせてあげよう                 | 戸田・佐藤・河野 神木・立川・東条                      | 佐藤                                  | ほしのディスコ （パーパー）                                                         | 佐藤麗華編を放送                                                            |
| 49 | 6月8日        | あなたはどっち派?究極の選択                                              | 藤間・斎藤・河野 丸山・戸田・柊                        |                                       |                                                                                     |                                                                             |
| 50 | 6月15日       | 第1回即行ダンスクイーン決定戦!                                           | 藤間・丸山・滝川 柊・斎藤                              |                                       |                                                                                     |                                                                             |
| 51 | 6月22日       | 第2回イメージ調査ランキング                                              | 藤間・東条・河野 丸山・神木・柊                        |                                       |                                                                                     |                                                                             |
| 52 | 6月29日       | 最もフォロワーに支持されているのは誰だ!? Twitterクイーン決定戦!          | 藤間・佐藤・河野 丸山・立川・戸田                      |                                       |                                                                                     |                                                                             |
| 53 | 7月6日        | 斎藤ニコル生誕祭! やりたいことをやらせてあげよう!                        | 斎藤・佐藤・戸田 藤間・滝川・東条                      | 斎藤                                  | 吉田勝次                                                                            |                                                                             |
| 54 | 7月13日       | 第2回チーム対抗!クイズバトル                                             | 柊・佐藤・丸山 河野・立川・神木                        | 藤間                                  | ほしのディスコ （パーパー）                                                         |                                                                             |
| 55 | 7月20日       | 第2回チーム対抗!クイズバトル                                             | 柊・佐藤・丸山 河野・立川・神木                        | 戸田                                  | ほしのディスコ （パーパー）                                                         |                                                                             |
| 56 | 7月27日       | 22/7メンバーセレクト! 私のベストシーンをみてください                     | 11人全員                                               |                                       |                                                                                     | 放送開始1周年の特別企画 総集編を放送 VTR紹介の形で単体でのスタジオ収録あり  |
| 57 | 8月3日        | 番組MC三四郎セレクト! 22/7のベストシーン見てあげてください!              | なし                                                   |                                       |                                                                                     | 放送開始1周年の特別企画 総集編を放送 通常とは異なるスタジオで三四郎のみ収録 |
| 58 | 8月10日       | あなたはどっち派? 究極の選択第2弾!                                       | 柊・佐藤・神木 立川・東条・河野                        |                                       |                                                                                     |                                                                             |
| 59 | 8月17日       | 4thシングル「何もしてあげられない」発売記念 ヒット祈願に誰が行くか?会議! | 柊・佐藤・丸山 藤間・滝川・河野                        |                                       |                                                                                     |                                                                             |
| 60 | 8月24日       | 4thシングルヒット祈願!                                                   | 立川・柊・藤間 佐藤・滝川・戸田                        | 藤間・柊                              |                                                                                     | 小宮ロケ初参加                                                              |
| 61 | 8月31日       | 祝!小宮浩信36歳! バースデープレゼント対決!                               | 神木・東条・柊 戸田・佐藤・丸山                        | 神木・東条・柊                        | 鈴木拓 （ドランクドラゴン） ほしのディスコ （パーパー） 森田哲矢 （さらば青春の光） |                                                                             |
| 62 | 9月7日        | 丸山あかね生誕祭! やりたいことをやらせてあげよう                         | 柊・神木・藤間 丸山・東条・戸田                        | 丸山                                  |                                                                                     |                                                                             |
| 63 | 9月14日       | 22/7メンバーをもっともっとよく知ろう! パーソナルBEST10                   | 丸山・立川・神木 藤間・滝川・斎藤                      |                                       |                                                                                     | テーマは「好きなモノBEST10」                                                |
| 64 | 9月21日       | 22/7メンバーをもっともっとよく知ろう! パーソナルBEST10                   | 柊・東条・戸田 藤間・滝川・佐藤                        |                                       |                                                                                     | テーマは「苦手なモノBEST10」                                                |
| 65 | 9月28日       | クイズ滝川みう! 10万円使い切るまで帰れません!                            | 立川・丸山・藤間 滝川・河野・斎藤                      | 滝川                                  |                                                                                     |                                                                             |
| 66 | 10月5日       | 神木みかみ生誕祭! やりたいことをやらせてあげよう!                        | 柊・東条・神木 佐藤・滝川・河野                        | 神木                                  | 鈴木拓 （ドランクドラゴン）                                                         |                                                                             |
| 67 | 10月12日      | 22/7お笑いネタコラボクイーン決定戦!                                      | 柊・丸山・河野 藤間・斎藤・戸田                        | 丸山・河野                            | ハジメ・バービー （フォーリンラブ） 東ブクロ・森田哲矢 （さらば青春の光）           |                                                                             |
| 68 | 10月19日      | 22/7お笑いネタコラボクイーン決定戦!                                      | 柊・丸山・河野 藤間・斎藤・戸田                        | 藤間・柊                              | 田渕章裕・きむ （インディアンス） 関町知弘・田所仁 （ライス）                       |                                                                             |
| 69 | 10月26日      | 私の怒りを聞いてください! 22/7共感グランプリ!                            | 神木・立川・戸田 柊・丸山・佐藤                        |                                       |                                                                                     |                                                                             |
| 70 | 11月2日       | 私の怒りを聞いてください! 22/7共感グランプリ!                            | 藤間・東条・戸田 柊・丸山・佐藤                        |                                       |                                                                                     |                                                                             |
| 71 | 11月9日       | 立川絢香生誕祭! やりたいことをやらせてあげよう                           | 東条・佐藤・立川 丸山・滝川・河野                      | 立川                                  |                                                                                     |                                                                             |
| 72 | 11月16日      | 第3回イメージ調査ランキング                                              | 柊・神木・立川 藤間・滝川・戸田                        |                                       |                                                                                     |                                                                             |
| 73 | 11月23日      | 芸能界こんな時 どーするグランプリ!                                       | 藤間・柊・佐藤 丸山・戸田・神木                        |                                       | ガリベンズ矢野                                                                      |                                                                             |
| 74 | 11月30日      | 芸能界こんな時 どーするグランプリ!                                       | 藤間・柊・佐藤 丸山・戸田・神木                        |                                       | ガリベンズ矢野                                                                      |                                                                             |
| 75 | 12月7日       | 河野都生誕祭! やりたいことをやらせてあげよう!                            | 柊・立川・丸山 河野・神木・戸田                        | 河野                                  |                                                                                     |                                                                             |
| 76 | 12月14日      | パネル解除争奪! クリスマス告白クイーン決定戦!!                           | 神木・河野・立川 丸山・滝川・東条 佐藤・戸田・柊・藤間 | 佐藤・河野・柊                        |                                                                                     | パネル枠が4名、3D枠が6名 パネル⇄3Dの入れ替わりが発生 斎藤は欠席             |
| 77 | 12月21日      | パネル解除争奪! クリスマス告白クイーン決定戦!!                           | 神木・河野・立川 丸山・滝川・東条 佐藤・戸田・柊・藤間 | 戸田・神木・立川・滝川                |                                                                                     | パネル枠が4名、3D枠が6名 パネル⇄3Dの入れ替わりが発生 斎藤は欠席             |
| 78 | 12月28日      | パネル解除争奪! クリスマス告白クイーン決定戦!!                           | 神木・河野・立川 丸山・滝川・東条 佐藤・戸田・柊・藤間 | 東条・藤間・丸山                      |                                                                                     | パネル枠が4名、3D枠が6名 パネル⇄3Dの入れ替わりが発生 斎藤は欠席             |

### season2
| 回 | 放送日                | 放送内容                                                                              | スタジオ出演メンバー                                  | VTR出演メンバー                             | ゲスト                                          | 備考 |
| -- | --------------------- | ------------------------------------------------------------------------------------- | ----------------------------------------------------- | ------------------------------------------- | ----------------------------------------------- | --- |
| -  | 2020年 3月27日 （金） | アニメ最終回&Season2開始 全部まとめて番宣スペシャル!                                  | 佐藤・斎藤・丸山 藤間・滝川・立川・戸田               |                                             |                                                 | TVアニメ最終回放送直前特番 河野は体調不良のため欠席 前週まで『アズールレーン』 が放送されていた時間帯に放送   |
| 1  | 4月4日                | 番組でやってみたい企画プレゼンバトル                                                  | 柊・神木・戸田 佐藤・斎藤・丸山 藤間・滝川・立川      |                                             |                                                 | season2初回 河野・東条は体調不良のため欠席 パネル⇄3Dの入れ替わりが発生                                        |
| 2  | 4月11日               | 番組でやってみたい企画プレゼンバトル                                                  | 柊・神木・戸田 佐藤・斎藤・丸山 藤間・滝川・立川      | 柊・斎藤                                    |                                                 | season2初回 河野・東条は体調不良のため欠席 パネル⇄3Dの入れ替わりが発生                                        |
| 3  | 4月18日               | 2020年No.1ラッキーガールは誰だ!? 22/7運勢ランキング!                                  | 柊・神木・戸田 佐藤・斎藤・丸山 藤間・滝川・立川      |                                             | 濱口善幸                                        | season2初回 河野・東条は体調不良のため欠席 パネル⇄3Dの入れ替わりが発生                                        |
| 4  | 4月25日               | 2020年No.1ラッキーガールは誰だ!? 22/7運勢ランキング!                                  | 柊・神木・戸田 佐藤・斎藤・丸山 藤間・滝川・立川      | 柊                                          | 濱口善幸                                        | season2初回 河野・東条は体調不良のため欠席 パネル⇄3Dの入れ替わりが発生                                        |
| 5  | 5月2日                | アドバンテージクイズ1vs6                                                              | 藤間・柊・戸田 丸山・佐藤・斎藤                       |                                             |                                                 | この回より新制服へ移行                                                                                        |
| 6  | 5月9日                | アドバンテージクイズ1vs6                                                              | 藤間・柊・戸田 丸山・佐藤・斎藤                       |                                             |                                                 | |
| 7  | 5月16日               | 斎藤ニコルプレゼンツ! 発想力料理クイーン決定戦                                        | 柊・立川・丸山 藤間・斎藤・神木                       | 斎藤・神木・藤間 丸山                       |                                                 | |
| 8  | 5月23日               | 第1回ナナオンクイーン決定戦                                                           | 柊・戸田・佐藤 東条・滝川・丸山 藤間・神木・立川 斎藤 |                                             |                                                 | リモート収録 メンバーは自宅からの出演 第8回より東条が復帰 スケジュール都合により第10回で 東条・斎藤は途中退席 |
| 9  | 5月30日               | 第1回ナナオンクイーン決定戦                                                           | 柊・戸田・佐藤 東条・滝川・丸山 藤間・神木・立川 斎藤 |                                             |                                                 | リモート収録 メンバーは自宅からの出演 第8回より東条が復帰 スケジュール都合により第10回で 東条・斎藤は途中退席 |
| 10 | 6月6日                | 第1回ナナオンクイーン決定戦                                                           | 柊・戸田・佐藤 東条・滝川・丸山 藤間・神木・立川 斎藤 |                                             |                                                 | リモート収録 メンバーは自宅からの出演 第8回より東条が復帰 スケジュール都合により第10回で 東条・斎藤は途中退席 |
| 11 | 6月13日               | 第1回ナナオンクイーン決定戦                                                           | 柊・戸田・佐藤 東条・滝川・丸山 藤間・神木・立川 斎藤 |                                             |                                                 | リモート収録 メンバーは自宅からの出演 第8回より東条が復帰 スケジュール都合により第10回で 東条・斎藤は途中退席 |
| 11 | 6月13日               | 第3回あなたはどっち派?究極の選択                                                      | 柊・斎藤・丸山 佐藤・立川・戸田                       |                                             |                                                 | |
| 12 | 6月20日               | 第3回あなたはどっち派?究極の選択                                                      | 柊・斎藤・丸山 佐藤・立川・戸田                       |                                             |                                                 | |
| 13 | 6月27日               | お宅拝見リポート選手権                                                                | 柊・神木・佐藤 藤間・滝川・戸田                       | 藤間・戸田                                  | ほしのディスコ （パーパー） 関町知弘 （ライス） | |
| 14 | 7月4日                | 22/7共感グランプリ                                                                    | 柊・立川・戸田 神木・斎藤・佐藤                       |                                             |                                                 | |
| 15 | 7月11日               | 22/7共感グランプリ                                                                    | 丸山・立川・戸田 藤間・滝川・佐藤                     |                                             |                                                 | |
| 16 | 7月18日               | 小宮軍VS相田軍! 仁義なきゲーム対決                                                    | 滝川・丸山・藤間 佐藤・斎藤・立川 戸田・神木・柊 東条 |                                             |                                                 | |
| 17 | 7月25日               | 小宮軍VS相田軍! 仁義なきゲーム対決                                                    | 滝川・丸山・藤間 佐藤・斎藤・立川 戸田・神木・柊 東条 |                                             |                                                 | |
| 18 | 8月1日                | 小宮軍VS相田軍! 仁義なきゲーム対決                                                    | 滝川・丸山・藤間 佐藤・斎藤・立川 戸田・神木・柊 東条 |                                             |                                                 | |
| 19 | 8月8日                | 22/7ユニット対抗戦! 団結して答えろ!3クイズバトル                                      | 滝川・丸山・藤間 佐藤・斎藤・立川 戸田・神木・柊 東条 |                                             |                                                 | |
| 20 | 8月15日               | 度胸がないメンバーは誰だ!? ビビリクイーン決定戦!!                                     | 立川・佐藤・丸山 斎藤・藤間・滝川 戸田・神木          | 斎藤・藤間・戸田                            | ほしのディスコ （パーパー）                     | 立川・丸山・滝川・神木はパネルでの出演                                                                        |
| 21 | 8月22日               | 度胸がないメンバーは誰だ!? ビビリクイーン決定戦!!                                     | 立川・佐藤・丸山 斎藤・藤間・滝川 戸田・神木          | 佐藤・立川・滝川                            | ほしのディスコ （パーパー）                     | 斎藤・丸山・神木・戸田はパネルでの出演                                                                        |
| 22 | 8月29日               | 度胸がないメンバーは誰だ!? ビビリクイーン決定戦!!                                     | 立川・佐藤・丸山 斎藤・藤間・滝川 戸田・神木          | 神木・丸山                                  | 鈴木拓 （ドランクドラゴン）                     | 立川・佐藤・斎藤・滝川はパネルでの出演                                                                        |
| 23 | 9月5日                | この際だから聞かせてください! 教えて三四郎!                                           | 藤間・滝川・佐藤 立川・柊・東条 神木・戸田            |                                             |                                                 | パネル⇄3Dの入れ替わりが発生 パネル枠は4名                                                                     |
| 24 | 9月12日               | 6thシングル「風は吹いてるか?」 ヒット祈願ロケ企画プレゼンバトル                       | 戸田・神木・斎藤 立川・滝川・佐藤 藤間・東条          |                                             |                                                 | 戸田・斎藤・滝川・藤間はパネルでの出演                                                                        |
| 25 | 9月19日               | 6thシングル「風は吹いてるか?」 ヒット祈願ロケ企画プレゼンバトル                       | 戸田・神木・斎藤 立川・滝川・佐藤 藤間・東条          | 神木・立川・佐藤・東条はパネルでの出演      |                                                 | |
| 26 | 9月26日               | 6thシングル「風は吹いてるか?」ヒット祈願                                              | 戸田・東条・神木 丸山・佐藤・滝川 斎藤・藤間・柊 河野 | 11人全員                                    |                                                 | 東条・丸山・斎藤・柊はパネルでの出演 この回より河野が復帰                                                     |
| 27 | 10月3日               | ユニットグッズプレゼンバトル                                                          | 立川・滝川・東条 神木・佐藤・斎藤 藤間・戸田          |                                             |                                                 | パネル⇄3Dの入れ替わりが発生                                                                                   |
| 28 | 10月10日              | 神木みかみプレゼンツ 疲れたアナタにみかみんパワ〜♪ 疲れたウチには?富士サファリパーク♪ | 立川・滝川・東条 神木・佐藤・斎藤 藤間・戸田          | 神木・藤間・佐藤                            | 鈴木拓 （ドランクドラゴン）                     | 立川・東条・斎藤・戸田はパネルでの出演                                                                        |
| 29 | 10月17日              | メンバーがジャッジ! 三四郎 女心わかってるキング決定戦                                 | 柊・河野・斎藤 佐藤・東条・戸田                       |                                             |                                                 | |
| 30 | 10月24日              | メンバーがジャッジ! 三四郎 女心わかってるキング決定戦                                 | 柊・河野・斎藤 佐藤・東条・戸田                       |                                             |                                                 | |
| 31 | 10月31日              | そういえばやっていなかった、 あの企画をやってみよう!                                  | 河野・藤間・佐藤 東条・丸山・柊                       |                                             |                                                 | 「アドバンテージクイズ1vs6」 「22/7共感グランプリ」を実施                                                     |
| 32 | 11月7日               | “ない本”を作り出せ! 妄想クイーン決定戦!                                               | 柊・神木・丸山 藤間・滝川・河野                       |                                             |                                                 | |
| 33 | 11月14日              | 22/7計算中Blu-ray発売記念! クイズ!三四郎さんあれ覚えてますか?                         | 11人全員                                              |                                             | ほしのディスコ （パーパー）                     | メンバーの入れ替わりが発生 3D枠は6名                                                                          |
| 34 | 11月21日              | 22/7計算中Blu-ray発売記念! クイズ!三四郎さんあれ覚えてますか?                         | 11人全員                                              | 丸山・東条・立川 藤間・滝川・柊は3Dでの出演 | ほしのディスコ （パーパー）                     | |
| 35 | 11月28日              | 22/7ユニット対抗最終決戦!                                                             | 11人全員                                              |                                             | ほしのディスコ （パーパー）                     | パネル⇄3Dの入れ替わりが発生 MCを相田とほしのが担当 小宮はADとして参加                                         |
| 36 | 12月5日               | 22/7ユニット対抗最終決戦!                                                             | 11人全員                                              |                                             | パネル⇄3Dの入れ替わりが発生 スタジオライブ開催  | |
| 37 | 12月12日              | 22/7一言恋愛ドラマ選手権                                                              | 11人全員                                              | 斎藤・河野・東条 柊・立川・滝川             |                                                 | 戸田・神木・佐藤 藤間・丸山はパネルでの出演                                                                   |
| 38 | 12月19日              | 22/7一言恋愛ドラマ選手権                                                              | 11人全員                                              | 佐藤・神木・戸田 丸山・藤間                 | 柊・滝川・立川 斎藤・東条はパネルでの出演       | |
| 39 | 12月26日              | 22/7の疑問に答えます! アレ何でカットになったの〜!?                                    | 11人全員                                              |                                             |                                                 | 東条・斎藤・丸山 佐藤・立川はパネルでの出演 season2最終回                                                     |
| -  | 2021年 1月1日 （金）  | 22/7計算中 お正月スペシャル!!                                                         | 11人全員                                              |                                             |                                                 | お正月スペシャル特番 キャラクターと声優メンバーの併用で放送 局により放送時刻が異なる                          |

### season3
| 回 | 放送日        | 放送内容                                                                        | スタジオ出演メンバー                               | VTR出演メンバー                                       | ゲスト                                                 | 備考                                                                                  |
| -- | ------------- | ------------------------------------------------------------------------------- | -------------------------------------------------- | ----------------------------------------------------- | ------------------------------------------------------ | ------------------------------------------------------------------------------------- |
| 1  | 2021年 4月3日 | 教えて先輩! ナナニジアイドル講座                                                | 藤間・立川・東条 丸山・斎藤・戸田 河野・滝川・神木 |                                                       | 菊地亜美                                               | season3初回 河野・滝川・神木はパネルでの出演 柊は欠席 佐藤はしばらくお休み            |
| 2  | 4月10日       | 教えて先輩! ナナニジアイドル講座                                                | 藤間・立川・東条 丸山・斎藤・戸田 河野・滝川・神木 | 菊地亜美 渡邊璃生 高見奈央                            | パネル⇄3Dの入れ替わりが発生                            |                                                                                       |
| 3  | 4月17日       | 教えて先輩! ナナニジアイドル講座                                                | 藤間・立川・東条 丸山・斎藤・戸田 河野・滝川・神木 | 菊地亜美 渡邊璃生 高見奈央                            | パネル⇄3Dの入れ替わりが発生                            |                                                                                       |
| 4  | 4月24日       | ナナニジ短期集中学習クイーン決定戦!                                             | 藤間・斎藤・河野 神木・東条・戸田                  | 河野                                                  |                                                        |                                                                                       |
| 5  | 5月1日        | ナナニジ短期集中学習クイーン決定戦!                                             | 藤間・斎藤・河野 神木・東条・戸田                  | 戸田                                                  |                                                        |                                                                                       |
| 6  | 5月8日        | 当たって当然! ナナニジ5                                                         | 藤間・斎藤・滝川 丸山・柊・東条 戸田・神木・立川   |                                                       |                                                        | 河野は欠席 メンバーの入れ替わりが発生                                                 |
| 7  | 5月15日       | 当たって当然! ナナニジ5                                                         | 藤間・斎藤・滝川 丸山・柊・東条 戸田・神木・立川   |                                                       |                                                        | 河野は欠席 メンバーの入れ替わりが発生                                                 |
| 8  | 5月22日       | クイズ! ちょっと〜みんな計算中愛あんの?                                         | 戸田・神木・丸山 藤間・立川・柊                    |                                                       | ほしのディスコ （パーパー）                            |                                                                                       |
| 9  | 5月29日       | 教えて先輩! ナナニジアイドル講座第2弾!                                          | 藤間・滝川・東条 丸山・神木・戸田 立川             |                                                       | 中田花奈                                               | 立川はパネルでの出演 河野・斎藤・柊は欠席                                             |
| 10 | 6月5日        | 教えて先輩! ナナニジアイドル講座第2弾!                                          | 藤間・滝川・東条 丸山・神木・戸田 立川             |                                                       | 中田花奈                                               | 立川はパネルでの出演 河野・斎藤・柊は欠席                                             |
| 11 | 6月12日       | クイズ! 本当に相田周二は滝川みうの理解者なのか!?                                | 滝川・神木・戸田 藤間・斎藤・東条                  |                                                       |                                                        |                                                                                       |
| 12 | 6月19日       | ナナニジメンバーがジャッジ! 三四郎女心わかってるキング決定戦                    | 斎藤・河野・柊 藤間・丸山・東条                    |                                                       |                                                        |                                                                                       |
| 13 | 6月26日       | ナナニジメンバーがジャッジ! 三四郎女心わかってるキング決定戦                    | 斎藤・河野・柊 藤間・丸山・東条                    |                                                       |                                                        |                                                                                       |
| 14 | 7月3日        | 1stアルバム｢11という名の永遠の素数｣ 発売直前キャンペーン企画にナニをやるか?会議 | 戸田・東条・斎藤 丸山・藤間・神木 滝川・河野       |                                                       |                                                        | 東条・滝川はパネルでの出演 柊・立川は欠席                                             |
| 15 | 7月10日       | 1stアルバム発売記念 ヒヤシンスのフラワーアートでキャンペーン大作戦!             | 戸田・東条・河野 藤間・立川・丸山 滝川             | 戸田・東条・斎藤 丸山・藤間・神木 滝川・河野・柊 立川 | 杉野宣雄                                               | 立川・丸山・滝川はパネルでの出演 神木・斎藤・柊は欠席                                 |
| 16 | 7月17日       | ナナニジファンアートグランプリ!                                                 | 戸田・東条・河野 藤間・立川・丸山 滝川・柊・斎藤   |                                                       |                                                        | パネル⇄3Dの入れ替わりが発生 神木は体調不良のため欠席                                  |
| 17 | 7月24日       | ナナニジファンアートグランプリ!                                                 | 戸田・東条・河野 藤間・立川・丸山 滝川・柊・斎藤   |                                                       |                                                        | パネル⇄3Dの入れ替わりが発生 神木は体調不良のため欠席                                  |
| 18 | 7月31日       | ナナニジチーム対抗! ナナオンバトル!                                             | 斎藤・丸山・藤間 河野・東条・立川                  |                                                       |                                                        |                                                                                       |
| 19 | 8月7日        | ト書き即興演技力クイーン決定戦                                                  | 藤間・滝川・戸田 丸山・立川・東条 河野・斎藤       |                                                       |                                                        | 河野・斎藤はパネルでの出演 柊・神木は欠席                                             |
| 20 | 8月14日       | ト書き即興演技力クイーン決定戦                                                  | 藤間・滝川・戸田 丸山・立川・東条 河野・斎藤       | 東条・立川はパネルでの出演                            |                                                        |                                                                                       |
| 21 | 8月21日       | 第2回! 当たって当然!ナナニジ5                                                   | 藤間・滝川・丸山 河野・東条・戸田 立川・斎藤・柊   |                                                       |                                                        | 神木は欠席 メンバーの入れ替わりが発生                                                 |
| 22 | 8月28日       | 当たって当然! ナナニジペア当て5                                                 | 藤間・滝川・丸山 河野・東条・戸田 立川・斎藤・柊   |                                                       |                                                        | 神木は欠席 メンバーの入れ替わりが発生                                                 |
| 23 | 9月4日        | ナナニジメンバーがジャッジ! どっちの三四郎ショー                                | 斎藤・河野・東条 藤間・丸山・戸田                  |                                                       | 菊地亜美                                               |                                                                                       |
| 24 | 9月11日       | ナナニジメンバーがジャッジ! どっちの三四郎ショー                                | 斎藤・河野・東条 藤間・丸山・戸田                  |                                                       | 菊地亜美                                               |                                                                                       |
| 25 | 9月18日       | ナナニジお手軽意外グルメグランプリ                                              | 立川・戸田・河野 丸山・滝川・藤間                  | 戸田・河野 藤間・滝川                                 |                                                        |                                                                                       |
| 26 | 9月25日       | 第4回! ナナニジイメージ調査ランキング!                                          | 丸山・立川・柊 藤間・滝川・河野 東条・斎藤・戸田   |                                                       |                                                        | 東条・斎藤・戸田はパネルでの出演 神木は欠席                                           |
| 27 | 10月2日       | もっと私の怒りを聞いてください! 第3回ナナニジ共感グランプリ                     | 丸山・斎藤・柊 藤間・滝川・戸田                    |                                                       |                                                        |                                                                                       |
| 28 | 10月9日       | もっと私の怒りを聞いてください! 第3回ナナニジ共感グランプリ                     | 丸山・斎藤・柊 藤間・滝川・戸田                    |                                                       |                                                        |                                                                                       |
| 28 | 10月9日       | ナナニジファンアートグランプリ!                                                 | 神木                                               |                                                       |                                                        | 神木の復帰に伴い実施                                                                  |
| 29 | 10月16日      | 滝川みう!これなら食べられる-1グランプリ                                         | 柊・丸山・藤間 滝川・立川・神木                    | 柊・丸山・藤間 滝川                                   |                                                        |                                                                                       |
| 30 | 10月23日      | ナナニジメンバーに問う! 逆に男心わかってんのか?クイーン決定戦!!                 | 柊・丸山・斎藤 藤間・東条・戸田                    |                                                       |                                                        |                                                                                       |
| 31 | 10月30日      | ナナニジメンバーに問う! 逆に男心わかってんのか?クイーン決定戦!!                 | 柊・丸山・斎藤 藤間・東条・戸田                    |                                                       |                                                        |                                                                                       |
| 32 | 11月6日       | ナナニジ☆オシャレ番長は誰だ!? ファッション選手（センス）権!!                    | 河野・滝川・丸山 戸田・東条                        | 丸山・戸田 滝川・東条                                 |                                                        |                                                                                       |
| 33 | 11月13日      | ナナニジ☆オシャレ番長は誰だ!? ファッション選手（センス）権!!                    | 河野・滝川・丸山 戸田・東条                        | 河野・丸山 戸田・滝川 柊・斎藤・藤間                  | 柊・斎藤・藤間はヒット祈願企画打ち合わせ部分にのみ出演 |                                                                                       |
| 34 | 11月20日      | ナナニジファン考案! 推しメンクイズ1VS6                                          | 戸田・神木・立川 柊・丸山・河野                    | 戸田・神木・柊 丸山・河野・滝川 斎藤・藤間            | 山盛由果                                               | 後半部はヒット祈願企画のラインナップ発表を放送 番組ナレーターの山盛が初めて実写で出演 |
| 35 | 11月27日      | ナナニジファン考案! 推しメンクイズ1VS6                                          | 戸田・神木・立川 東条・柊・丸山 河野               |                                                       |                                                        | 東条⇄柊の入れ替わりが発生 河野役の倉岡水巴及び戸田役の海乃るりの最終出演              |
| 36 | 12月4日       | ナナニジファン考案! 推しメンクイズ1VS6                                          | 立川・丸山・斎藤 神木・滝川・藤間                  |                                                       |                                                        |                                                                                       |
| 37 | 12月11日      | 8thシングル"覚醒"ヒット祈願企画 の生配信番組を三四郎が振り返る!                 | なし                                               |                                                       |                                                        | 三四郎のみ出演                                                                        |
| 38 | 12月18日      | 第2回 ナナニジクリスマス告白クイーン決定戦                                      | 柊・滝川・藤間 丸山・斎藤・神木                    | 斎藤・神木 滝川・柊                                   |                                                        |                                                                                       |
| 39 | 12月25日      | 第2回 ナナニジクリスマス告白クイーン決定戦                                      | 柊・滝川・藤間 丸山・斎藤・神木 立川               | 丸山・立川・藤間                                      |                                                        | メンバーの入れ替わりが発生 柊役の武田愛奈の最終出演                                   |
| 40 | 2022年 1月1日 | 2022年を大予言! ナナニジ妄想初夢占い                                            | 神木・丸山 斎藤・滝川・藤間                        |                                                       | 亜門虹彦                                               |                                                                                       |
| 41 | 1月8日        | もっと当たって当然! ナナニジ6                                                   | 立川・神木・斎藤 丸山・滝川・藤間                  |                                                       |                                                        |                                                                                       |
| 42 | 1月15日       | もっと当たって当然! ナナニジ6                                                   | 立川・神木・斎藤 丸山・滝川・藤間                  |                                                       |                                                        |                                                                                       |
| 43 | 1月22日       | ナナニジアンケート! イジりたいクイーン決定戦                                    | 立川・神木・斎藤 丸山・滝川・藤間                  |                                                       |                                                        |                                                                                       |
| 44 | 1月29日       | ナナニジアンケート! イジりたいクイーン決定戦                                    | 立川・神木・斎藤 丸山・滝川・藤間                  |                                                       |                                                        |                                                                                       |
| 45 | 2月5日        | 滝川みうに聞いてみよう! YesこっくりNotこっくり                                  | 立川・神木・斎藤 丸山・滝川・藤間                  | 滝川                                                  |                                                        |                                                                                       |
| 46 | 2月12日       | 今こそ力を合わせよう! 一致団結ナナニジ連帯ゲーム!                               | 立川・神木・斎藤 丸山・滝川・藤間                  |                                                       |                                                        |                                                                                       |
| 47 | 2月19日       | 今こそ力を合わせよう! 一致団結ナナニジ連帯ゲーム!                               | 立川・神木・斎藤 丸山・滝川・藤間                  |                                                       |                                                        |                                                                                       |
| 48 | 2月26日       | 神木ふしぎ発見! 旅するみかみんクイズ                                            | 立川・神木・斎藤 丸山・滝川・藤間                  | 神木                                                  |                                                        |                                                                                       |
| 49 | 3月5日        | 敬語厳禁! 滝川みう&斎藤ニコルのフレンドリーデート                               | 立川・神木・斎藤 丸山・滝川・藤間                  | 滝川・斎藤                                            |                                                        | 相田は欠席 小宮はリモートでの出演 藤間が進行を担当                                    |
| 50 | 3月12日       | 第4回 あなたはどっち派?究極の選択                                               | 立川・神木・斎藤 丸山・滝川・藤間                  |                                                       | 田渕章裕・きむ （インディアンス）                      | 相田は欠席 小宮はリモートでの出演 インディアンスが進行を担当                          |
| 51 | 3月19日       | 22/7 計算中 season3 私のお気に入りシーンBEST3                                   | 滝川・立川・神木                                   |                                                       |                                                        | メンバーのみ出演                                                                      |
| 52 | 3月26日       | 22/7 計算中 season3 私のお気に入りシーンBEST3                                   | 藤間・丸山・斎藤                                   | メンバーのみ出演 season3最終回                        |                                                        |                                                                                       |

### season4
| 回 | 放送日        | 放送内容                                                                | スタジオ出演メンバー                                                             | VTR出演メンバー                                  | ゲスト                                                                              | 備考                                                                                 |
| -- | ------------- | ----------------------------------------------------------------------- | -------------------------------------------------------------------------------- | ------------------------------------------------ | ----------------------------------------------------------------------------------- | ------------------------------------------------------------------------------------ |
| 1  | 2022年 4月2日 | 話を繋げよう!沈黙禁止トーク                                             | 立川・神木・斎藤 丸山・滝川・藤間                                                |                                                  |                                                                                     | season4初回                                                                          |
| 2  | 4月9日        | ナナニジPhoto-1グランプリ                                               | 立川・神木・斎藤 丸山・滝川・藤間                                                |                                                  |                                                                                     |                                                                                      |
| 3  | 4月16日       | ナナニジPhoto-1グランプリ                                               | 立川・神木・斎藤 丸山・滝川・藤間                                                | 滝川                                             |                                                                                     |                                                                                      |
| 4  | 4月23日       | やってみたいロケプレゼンバトル!                                         | 立川・神木・斎藤 丸山・滝川・藤間                                                |                                                  |                                                                                     |                                                                                      |
| 5  | 4月30日       | やってみたいロケプレゼンバトル!                                         | 立川・神木・斎藤 丸山・滝川・藤間                                                | 神木                                             | 鈴木拓 （ドランクドラゴン）                                                         |                                                                                      |
| 6  | 5月7日        | HappyWedding小宮浩信! ナナニジ結婚祝い選手権                            | 立川・神木・斎藤 丸山・滝川・藤間                                                | 丸山・藤間・立川                                 | 伊藤亮太 ほしのディスコ （パーパー）                                                |                                                                                      |
| 7  | 5月14日       | HappyWedding小宮浩信! ナナニジ結婚祝い選手権                            | 立川・神木・斎藤 丸山・滝川・藤間                                                | 斎藤・滝川・神木                                 | YUKI 鈴木拓 （ドランクドラゴン）                                                    |                                                                                      |
| 8  | 5月21日       | メンバーを勝手にイメージ クイズ!ナナニジファン10人に聞きました!         | 立川・神木・斎藤 丸山・滝川・藤間                                                |                                                  |                                                                                     |                                                                                      |
| 9  | 5月28日       | メンバーを勝手にイメージ クイズ!ナナニジファン10人に聞きました!         | 立川・神木・斎藤 丸山・滝川・藤間                                                |                                                  |                                                                                     |                                                                                      |
| 10 | 6月4日        | トークスキルをアップせよ! ナナニジチーム対抗トークバトル                | 立川・神木・斎藤 丸山・滝川・藤間                                                |                                                  |                                                                                     |                                                                                      |
| 11 | 6月11日       | 小宮に刺され! ナナニジレコメンクイーン決定戦                            | 立川・神木・斎藤 丸山・滝川・藤間                                                |                                                  |                                                                                     |                                                                                      |
| 12 | 6月18日       | 小宮に刺され! ナナニジレコメンクイーン決定戦                            | 立川・神木・斎藤 丸山・滝川・藤間                                                |                                                  |                                                                                     |                                                                                      |
| 13 | 6月25日       | 新メンバー参加直前! 6人の魅力を再確認しまSHOW!                          | 立川・神木・斎藤 丸山・滝川・藤間                                                |                                                  |                                                                                     |                                                                                      |
| 14 | 7月2日        | 私のコトを知ってください! ナナニジ新メンバー自己PR動画コンテスト        | 14人全員                                                                         | 桐生・氷室                                       |                                                                                     | 新メンバー初参加 新メンバーはパネルでの出演 この回よりセット・衣装リニューアルを実施 |
| 15 | 7月9日        | 私のコトを知ってください! ナナニジ新メンバー自己PR動画コンテスト        | 14人全員                                                                         | 瀬良・織原・一之瀬                               |                                                                                     |                                                                                      |
| 16 | 7月16日       | 私のコトを知ってください! ナナニジ新メンバー自己PR動画コンテスト        | 14人全員                                                                         | 永峰・西浦・八神                                 |                                                                                     |                                                                                      |
| 17 | 7月23日       | 9thシングル「曇り空の向こうは晴れている」 ヒット祈願!                   | 14人全員                                                                         | 14人全員                                         |                                                                                     |                                                                                      |
| 18 | 7月30日       | クイズ! 三四郎は先輩メンバーを理解しているのか!?                        | 14人全員                                                                         |                                                  |                                                                                     |                                                                                      |
| 19 | 8月6日        | クイズ! 三四郎は先輩メンバーを理解しているのか!?                        | 14人全員                                                                         |                                                  |                                                                                     |                                                                                      |
| 20 | 8月13日       | クイズ! 三四郎は先輩メンバーを理解しているのか!?                        | 14人全員                                                                         | 立川・織原・八神                                 |                                                                                     |                                                                                      |
| 21 | 8月20日       | コレさえ知れば今すぐ仲良し! 先輩メンバー取り扱い説明書                  | 斎藤・丸山・立川 藤間・滝川・神木 永峰・八神・瀬良 織原・桐生                    |                                                  |                                                                                     |                                                                                      |
| 22 | 8月27日       | コレさえ知れば今すぐ仲良し! 先輩メンバー取り扱い説明書                  | 斎藤・丸山・立川 藤間・滝川・神木 永峰・八神・瀬良 織原・桐生                    |                                                  |                                                                                     |                                                                                      |
| 23 | 9月3日        | 22/7 計算中 シーズン4! お蔵入りするにはもったいない未公開映像大放出SP!! | なし                                                                             |                                                  |                                                                                     |                                                                                      |
| 24 | 9月10日       | 当たって当然! 後輩メンバーナナニジ5                                     | 滝川・神木・斎藤 丸山・立川 永峰・織原・桐生 西浦・氷室・八神                    |                                                  |                                                                                     |                                                                                      |
| 25 | 9月17日       | 当たって当然! 後輩メンバーナナニジ5                                     | 滝川・神木・斎藤 丸山・立川 永峰・織原・桐生 西浦・氷室・八神                    |                                                  |                                                                                     |                                                                                      |
| 26 | 9月24日       | 当たって当然! 後輩メンバーナナニジ5                                     | 滝川・神木・斎藤 丸山・立川 永峰・織原・桐生 西浦・氷室・八神                    |                                                  |                                                                                     |                                                                                      |
| 27 | 10月1日       | ヒット祈願の裏側で後輩メンバーのこんな一面見つけちゃいました!           | 斎藤・滝川・神木 丸山・立川 桐生・永峰・瀬良 西浦・八神 織原・氷室               | 永峰・神木                                       |                                                                                     | 藤間・一之瀬は欠席                                                                   |
| 28 | 10月8日       | 出る杭は打たれる!? アドバンテージクイズ1VS5                             | 藤間・神木・滝川 斎藤・八神・桐生 永峰・織原・西浦 一之瀬                        |                                                  |                                                                                     | 八神・桐生が3DCG化                                                                   |
| 29 | 10月15日      | 出る杭は打たれる!? アドバンテージクイズ1VS5                             | 藤間・神木・滝川 斎藤・八神・桐生 永峰・織原・西浦 一之瀬                        |                                                  |                                                                                     |                                                                                      |
| 30 | 10月22日      | 出る杭は打たれる!? アドバンテージクイズ1VS5                             | 藤間・神木・滝川 斎藤・八神・桐生 瀬良・永峰・織原 西浦・一之瀬                  | 瀬良が3DCG化                                     |                                                                                     |                                                                                      |
| 31 | 10月29日      | 後輩メンバーに聞いてみた! 先輩イメージ調査ランキング!!                  | 藤間・神木・滝川 斎藤・八神・桐生 永峰・織原・西浦 一之瀬                        |                                                  |                                                                                     | 立川・丸山・氷室・瀬良は欠席                                                         |
| 32 | 11月5日       | ヒット祈願の裏側で後輩メンバーのこんな一面見つけちゃいました!           | 藤間・立川・丸山 神木・滝川・斎藤 八神・氷室・一之瀬 織原・永峰・瀬良 桐生       | 立川・氷室 一之瀬・八神                          |                                                                                     | 氷室・一之瀬が3DGC化 滝川・斎藤はパネルでの出演                                      |
| 33 | 11月12日      | これなら勝てる! ナナニジクイーン決定戦!                                 | 藤間・立川・丸山 神木・滝川・斎藤 八神・氷室・一之瀬 織原・永峰・瀬良 桐生       |                                                  |                                                                                     | 織原・永峰が3DGC化                                                                   |
| 34 | 11月19日      | これなら勝てる! ナナニジクイーン決定戦!                                 | 藤間・立川・丸山 神木・滝川・斎藤 八神・氷室・一之瀬 織原・永峰・瀬良 桐生・西浦 | 西浦が3DCG化し新メンバー全員が3DCG化             |                                                                                     |                                                                                      |
| 35 | 11月26日      | 未開の地へ潜入! メタバースで遊ぼう!                                     | 藤間・立川・永峰 神木・織原・丸山 斎藤・一之瀬・滝川                             | 藤間・立川 斎藤・丸山                            |                                                                                     | 神木・織原・滝川はパネルでの出演                                                     |
| 36 | 12月3日       | 第3回 ナナニジクリスマス告白クイーン決定戦!!                            | 藤間・丸山・神木 滝川・斎藤・立川 永峰・織原・一之瀬 桐生・八神・氷室 西浦       | 永峰・織原・一之瀬                               |                                                                                     | 瀬良は欠席 パネル⇄3Dの入れ替わりが発生                                               |
| 37 | 12月10日      | 第3回 ナナニジクリスマス告白クイーン決定戦!!                            | 藤間・丸山・神木 滝川・斎藤・立川 永峰・織原・一之瀬 桐生・八神・氷室 西浦       | 西浦・桐生・八神                                 |                                                                                     | 瀬良は欠席 パネル⇄3Dの入れ替わりが発生                                               |
| 38 | 12月17日      | 第3回 ナナニジクリスマス告白クイーン決定戦!!                            | 藤間・丸山・神木 滝川・斎藤・立川 永峰・織原・一之瀬 桐生・八神・氷室 西浦       | 氷室・藤間・神木 斎藤・丸山                      | 瀬良は欠席 パネル⇄3Dの入れ替わりが発生 山盛の欠席に伴い松嶌杏実がナレーションを担当 |                                                                                      |
| 39 | 12月24日      | 10thシングル"神様だって決められない"ヒット祈願!!                        | 藤間・神木・丸山 滝川・斎藤・立川 瀬良・永峰・織原 氷室・一之瀬                  | 14人全員                                         | 鈴木拓 （ドランクドラゴン）                                                         | 滝川・斎藤・立川・氷室・一之瀬はパネルでの出演                                       |
| 40 | 2023年 1月7日 | 斎藤ニコルVS八神叶愛! 数々の因縁決着バトル!                             | 斎藤・藤間・立川 滝川・八神・桐生 一之瀬・氷室・西浦                             |                                                  |                                                                                     | パネル⇄3Dの入れ替わりが発生                                                          |
| 41 | 1月14日       | 滝川みう真の理解者決定戦!!                                              | 藤間・織原・瀬良 滝川・丸山・永峰 神木・氷室                                     |                                                  |                                                                                     |                                                                                      |
| 42 | 1月21日       | ナナニジメンバーに問う! 第2回男心わかってんのか?クイーン決定戦!!        | 藤間・丸山・斎藤 神木・立川・永峰 桐生・八神・織原 一之瀬                        |                                                  |                                                                                     | 山盛の欠席に伴い松嶌杏実がナレーションを担当                                         |
| 43 | 1月28日       | ナナニジメンバーに問う! 第2回男心わかってんのか?クイーン決定戦!!        | 藤間・丸山・斎藤 神木・立川・永峰 桐生・八神・織原 一之瀬                        |                                                  |                                                                                     |                                                                                      |
| 44 | 2月4日        | ナナニジ後輩メンバーがジャッジ! 第2回どっちの三四郎ショー               | 藤間・丸山・一之瀬 永峰・桐生・八神 織原                                         |                                                  |                                                                                     | 織原はパネルでの出演                                                                 |
| 45 | 2月11日       | ナナニジ後輩メンバーがジャッジ! 第2回どっちの三四郎ショー               | 藤間・丸山・一之瀬 永峰・桐生・八神 織原・西浦・氷室                             | 永峰・一之瀬・桐生はパネルでの出演               |                                                                                     |                                                                                      |
| 46 | 2月18日       | 後輩メンバーの中のおバカは誰だ? ナナニジ非常識クイーン決定戦!           | 14人全員                                                                         |                                                  |                                                                                     | 氷室・一之瀬はパネルでの出演 先輩メンバーはアイコンでの出演                          |
| 47 | 2月25日       | 後輩メンバーの中のおバカは誰だ? ナナニジ非常識クイーン決定戦!           | 14人全員                                                                         | パネル⇄3Dの入れ替わりが発生                      |                                                                                     |                                                                                      |
| 48 | 3月4日        | 後輩メンバー やってみたい企画プレゼンバトル                             | 丸山・神木・斎藤 永峰・桐生・八神 一之瀬・氷室・瀬良                             |                                                  |                                                                                     | 氷室・一之瀬・瀬良はパネルでの出演 織原・西浦は欠席                                  |
| 49 | 3月11日       | 後輩メンバー やってみたい企画プレゼンバトル                             | 丸山・神木・斎藤 永峰・桐生・八神 一之瀬・氷室・瀬良                             | パネル⇄3Dの入れ替わりが発生 永峰はパネルでの出演 |                                                                                     |                                                                                      |
| 50 | 3月18日       | 滝川みうの"やったコトある"を当てまSHOW!!                                | 滝川・桐生・立川 藤間・永峰・瀬良                                                |                                                  |                                                                                     |                                                                                      |
| 51 | 3月25日       | 滝川みう!はじめての〇〇!                                                | 滝川・桐生・立川 藤間・永峰・瀬良                                                | 滝川                                             |                                                                                     |                                                                                      |

### season5
| 回 | 放送日        | 放送内容                                                  | スタジオ出演メンバー                                                       | VTR出演メンバー                                                                                     | ゲスト                                                                                                | 備考                                                            |
| -- | ------------- | --------------------------------------------------------- | -------------------------------------------------------------------------- | --------------------------------------------------------------------------------------------------- | --- | --------------------------------------------------------------- |
| 1  | 2023年 4月1日 | 第2回小宮軍VS相田軍! 仁義なきゲームバトル!!               | 滝川・丸山・織原 永峰・一之瀬・西浦 斎藤・瀬良・神木 藤間                  | | | season5初回                                                     |
| 2  | 4月8日        | 第2回小宮軍VS相田軍! 仁義なきゲームバトル!!               | 滝川・丸山・織原 永峰・一之瀬・西浦 斎藤・瀬良・神木 藤間                  | | |                                                                 |
| 3  | 4月15日       | 第2回小宮軍VS相田軍! 仁義なきゲームバトル!!               | 滝川・丸山・織原 永峰・一之瀬・西浦 斎藤・瀬良・神木 藤間                  | | |                                                                 |
| 4  | 4月22日       | ナナニジ後輩メンバー対抗トークバトル!!                    | 桐生・織原・瀬良 一之瀬・氷室・永峰 藤間・神木・滝川 丸山・斎藤            | | | 先輩メンバーはパネルでの出演                                    |
| 5  | 4月29日       | 11thシングル"僕は今夜、出ていく" ヒット祈願!              | 14人全員                                                                   | 立川・神木・丸山                                                                                    | | 滝川・神木・斎藤 一之瀬・織原・氷室はパネルでの出演             |
| 6  | 5月6日        | 11thシングル"僕は今夜、出ていく" ヒット祈願!              | 立川・藤間・丸山 滝川・神木・斎藤 西浦・桐生・八神 一之瀬・氷室・織原 永峰 | 立川・藤間・滝川                                                                                    | 瀬良は欠席 滝川・神木・斎藤 一之瀬・織原・氷室・永峰はパネルでの出演                                  |                                                                 |
| 7  | 5月13日       | 11thシングル"僕は今夜、出ていく" ヒット祈願!              | 14人全員                                                                   | 立川・神木・丸山 藤間・斎藤・滝川                                                                   | 3Dキャラクターで 「僕は今夜、出ていく」をスタジオライブで披露 立川役の宮瀬玲奈の最終出演              |                                                                 |
| 8  | 5月20日       | わかって当然! 計算中season4インパクトクイズ               | 藤間・神木・滝川 織原・永峰・西浦                                          | | ほしのディスコ （パーパー）                                                                           | 第7回披露のスタジオライブを放送                                 |
| 9  | 5月27日       | わかって当然! 計算中season4インパクトクイズ               | 丸山・斎藤・神木 一之瀬・桐生・氷室 八神                                   | | ほしのディスコ （パーパー）                                                                           | 第7回披露のスタジオライブを放送                                 |
| 10 | 6月3日        | ナナニジ先輩後輩!思い出マッチング!!                       | 斎藤・滝川・藤間 神木・丸山・西浦 八神・氷室・桐生 一之瀬・織原            | | | 3D⇄アイコンの入れ替わりが発生                                   |
| 11 | 6月10日       | ユニット対抗戦! 一致団結4クイズバトル                     | 藤間・神木・滝川 織原・八神・桐生 永峰・西浦・丸山 氷室・斎藤・一之瀬      | | | 3D⇄2Dの入れ替わりが発生 瀬良は欠席                              |
| 12 | 6月17日       | ユニット対抗戦! 一致団結4クイズバトル                     | 藤間・神木・滝川 織原・八神・桐生 永峰・西浦・丸山 氷室・斎藤・一之瀬      | | | 3D⇄2Dの入れ替わりが発生 瀬良は欠席                              |
| 13 | 6月24日       | 一発成功は誰だ!? ナナニジできるかなグランプリ!            | 藤間・神木・滝川 丸山・斎藤・織原 永峰・西浦・八神 桐生・一之瀬            | 斎藤・丸山・滝川 神木・永峰・西浦 織原                                                              | |                                                                 |
| 14 | 7月1日        | 一発成功は誰だ!? ナナニジできるかなグランプリ!            | 藤間・神木・滝川 丸山・斎藤・織原 永峰・西浦・八神 桐生・一之瀬            | 斎藤・丸山・滝川 神木・永峰・西浦 織原                                                              | |                                                                 |
| 15 | 7月8日        | 私の怒りを聞いてください! 第4回ナナニジ共感グランプリ!!   | 丸山・神木・斎藤 滝川・西浦・永峰 八神・桐生・織原 一之瀬・瀬良            | | | 藤間・氷室は欠席 3D⇄2Dの入れ替わりが発生                        |
| 16 | 7月15日       | 私の怒りを聞いてください! 第4回ナナニジ共感グランプリ!!   | 丸山・神木・斎藤 滝川・西浦・永峰 八神・桐生・織原 一之瀬・瀬良            | | | 藤間・氷室は欠席 3D⇄2Dの入れ替わりが発生                        |
| 17 | 7月22日       | これまでの感謝を込めて! 丸山あかね最後のプレゼントショー! | 丸山・藤間・滝川 神木・桐生・氷室 織原・西浦・永峰 一之瀬                  | | | 桐生・氷室・永峰・一之瀬はパネルでの出演 斎藤・瀬良・八神は欠席 |
| 18 | 7月29日       | これまでの感謝を込めて! 丸山あかね最後のプレゼントショー! | 丸山・藤間・滝川 神木・桐生・氷室 織原・西浦・永峰 一之瀬                  | 丸山・藤間                                                                                          | | 桐生・氷室・永峰・一之瀬はパネルでの出演 斎藤・瀬良・八神は欠席 |
| 19 | 8月5日        | これまでの感謝を込めて! 丸山あかね最後のプレゼントショー! | 丸山・藤間・滝川 神木・桐生・氷室 織原・西浦・永峰 一之瀬                  | 丸山                                                                                                | 桐生・氷室・永峰・一之瀬はパネルでの出演 斎藤・瀬良・八神は欠席 丸山役の白沢かなえの最終出演          |                                                                 |
| 20 | 8月12日       | 第2回 ナナニジPhoto-1グランプリ                           | 滝川・織原・八神 一之瀬・神木                                              | | |                                                                 |
| 21 | 8月19日       | 第2回 ナナニジPhoto-1グランプリ                           | 滝川・織原・八神 一之瀬・神木・永峰 桐生・西浦・瀬良                       | 織原・滝川                                                                                          | 晴れた日のベンチが「もう純情は邪魔なだけ」をスタジオライブで披露                                      |                                                                 |
| 22 | 8月26日       | 2023年上半期! 個人的ニュース大賞!!                        | 藤間・滝川・織原 神木・一之瀬                                              | | |                                                                 |
| 23 | 9月2日        | 大喜利クイズ! 小宮は何と答えた!?                          | 藤間・滝川・西浦 神木・一之瀬・織原                                        | | |                                                                 |
| 24 | 9月9日        | 第2回 ナナニジ!ファンアートグランプリ!                    | 藤間・神木・瀬良 織原・滝川・西浦 一之瀬・氷室                             | | | 3D⇄2Dの入れ替わりが発生 斎藤・桐生は欠席                        |
| 25 | 9月16日       | 第2回 ナナニジ!ファンアートグランプリ!                    | 藤間・神木・瀬良 織原・滝川・西浦 一之瀬・氷室                             | | | 3D⇄2Dの入れ替わりが発生 斎藤・桐生は欠席                        |
| 26 | 9月23日       | 第2回 ナナニジ!ファンアートグランプリ!                    | 藤間・神木・瀬良 織原・滝川・西浦 一之瀬・氷室                             | 3D⇄2Dの入れ替わりが発生 斎藤・桐生は欠席 気の抜けたサイダーが「悲しみの半分」をスタジオライブで披露 | |                                                                 |
| 27 | 9月30日       | ナナニジ先輩後輩対抗! カラオケバトル!!                    | 藤間・滝川・神木 織原・一之瀬・瀬良                                        | | |                                                                 |
| 28 | 10月7日       | 後輩メンバーを見極めろ! ナナニジ秋の体力測定グランプリ!   | 藤間・神木・滝川 織原・氷室・桐生 西浦・瀬良・永峰 一之瀬                  | | | 3D⇄2Dの入れ替わりが発生                                         |
| 29 | 10月14日      | 後輩メンバーを見極めろ! ナナニジ秋の体力測定グランプリ!   | 藤間・神木・滝川 織原・氷室・桐生 西浦・瀬良・永峰 一之瀬                  | 3D⇄2Dの入れ替わりが発生 桐生の分のファンアートグランプリもこの回で発表                              | |                                                                 |
| 30 | 10月21日      | 第2回! ナナニジお笑いネタコラボクイーン決定戦!!           | 藤間・滝川・神木 桐生・氷室・西浦                                          | 神木・氷室                                                                                          | 布川ひろき・みちお （トム・ブラウン） 安部紀克・薄幸 （納言）                                         |                                                                 |
| 31 | 10月28日      | 第2回! ナナニジお笑いネタコラボクイーン決定戦!!           | 藤間・滝川・神木 桐生・氷室・西浦                                          | 桐生・西浦                                                                                          | Yes!アキト・どんぐりたけし・サツマカワRPG （怪奇!YesどんぐりRPG） ショーゴ・たける （東京ホテイソン） |                                                                 |
| 32 | 11月4日       | 2ndアルバム「旅人算」 ヒットキャンペーン!                 | 藤間・滝川・瀬良 織原・氷室・西浦 一之瀬・神木・永峰 桐生                  | 西浦・織原・桐生                                                                                    | エデン （スプレーアーティスト）                                                                       | 3D⇄2Dの入れ替わりが発生                                         |
| 33 | 11月11日      | 2ndアルバム「旅人算」 ヒットキャンペーン!                 | 藤間・滝川・瀬良 織原・氷室・西浦 一之瀬・神木・永峰 桐生                  | 滝川・一之瀬 瀬良・藤間                                                                             | | 3D⇄2Dの入れ替わりが発生                                         |
| 34 | 11月18日      | 2ndアルバム「旅人算」 ヒットキャンペーン!                 | 藤間・滝川・瀬良 織原・氷室・西浦 一之瀬・神木・永峰 桐生                  | 氷室・神木・永峰                                                                                    | 安部紀克・薄幸 （納言）                                                                               | 3D⇄2Dの入れ替わりが発生                                         |
| 35 | 11月25日      | 連続成功を目指せ! ナナニジキズナ7                         | 藤間・永峰・神木 桐生・織原・滝川 瀬良・一之瀬                             | | |                                                                 |
| 36 | 12月2日       | 連続成功を目指せ! ナナニジキズナ7                         | 藤間・永峰・神木 桐生・織原・滝川 瀬良・一之瀬                             | 3D⇄2Dの入れ替わりが発生 永峰役の清井美那の最終出演                                                  | |                                                                 |
| 37 | 12月9日       | 物知りなのは誰だ!? ナナニジこの言葉知ってる?グランプリ!   | 藤間・滝川・神木 西浦・一之瀬・織原 氷室・瀬良                             | 西浦・一之瀬・織原 氷室・瀬良・桐生                                                                 | | スタジオの氷室・瀬良はパネルでの出演                            |
| 38 | 12月16日      | 物知りなのは誰だ!? ナナニジこの言葉知ってる?グランプリ!   | 藤間・滝川・神木 西浦・一之瀬・織原 氷室・瀬良                             | 西浦・一之瀬・織原 氷室・瀬良・桐生                                                                 | | スタジオの氷室・瀬良はパネルでの出演                            |
| 39 | 12月23日      | みんなの気持ちを1つに! 全員一致選手権!                    | 藤間・滝川・神木 西浦・一之瀬・織原 氷室・瀬良・桐生                       | | | 3D⇄2Dの入れ替わりが発生                                         |
| 40 | 12月30日      | みんなの気持ちを1つに! 全員一致選手権!                    | 藤間・滝川・神木 西浦・一之瀬・織原 氷室・瀬良・桐生                       | 弓川信男・河口哲 （ボルトボルズ）                                                                   | | 3D⇄2Dの入れ替わりが発生                                         |
| 41 | 2024年 1月6日 | 新春ナナニジ書き初め大会!!                                | 藤間・滝川・神木 西浦・一之瀬・織原 氷室・瀬良・桐生                       | | | 3D⇄2Dの入れ替わりが発生 小宮が体調不良のため欠席                |
| 42 | 1月13日       | 新春ナナニジ書き初め大会!!                                | 藤間・滝川・神木 西浦・一之瀬・織原 氷室・瀬良・桐生                       | | | 3D⇄2Dの入れ替わりが発生 小宮が体調不良のため欠席                |
| 43 | 1月20日       | ナナニジ勝手にOF THE YEAR 2023                            | 藤間・織原・神木 滝川・西浦・桐生 一之瀬                                   | | | 一之瀬はパネルでの出演 小宮が体調不良のため欠席                 |
| 44 | 1月27日       | ナナニジ勝手にOF THE YEAR 2023                            | 藤間・織原・神木 滝川・西浦・桐生 一之瀬                                   | 3D⇄2Dの入れ替わりが発生 小宮が体調不良のため欠席                                                    | |                                                                 |
| 45 | 2月3日        | チーム対抗! バレンタイン告白バトル!                       | 藤間・織原・神木 滝川・西浦・桐生 瀬良・一之瀬                             | | ほしのディスコ （パーパー）                                                                           | 3D⇄2Dの入れ替わりが発生                                         |
| 46 | 2月10日       | チーム対抗! バレンタイン告白バトル!                       | 藤間・織原・神木 滝川・西浦・桐生 瀬良・一之瀬                             | 瀬良・神木 織原・藤間                                                                               | ほしのディスコ （パーパー）                                                                           | 一之瀬はパネルでの出演                                          |
| 47 | 2月17日       | 表現力を鍛えろ! ナナニジ伝達バトル                        | 神木・藤間・一之瀬 滝川・織原・瀬良                                        | | |                                                                 |
| 48 | 2月24日       | 表現力を鍛えろ! ナナニジ伝達バトル                        | 神木・藤間・一之瀬 滝川・織原・瀬良                                        | | |                                                                 |
| 49 | 3月2日        | 滝川みうとやってみたいことプレゼンバトル!                 | 滝川・瀬良・西浦 織原・藤間・神木 桐生・一之瀬                             | 西浦・桐生                                                                                          | | 3D⇄2Dの入れ替わりが発生                                         |
| 50 | 3月9日        | 滝川みうとやってみたいことプレゼンバトル!                 | 滝川・瀬良・西浦 織原・藤間・神木 桐生・一之瀬                             | | | 3D⇄2Dの入れ替わりが発生                                         |
| 51 | 3月16日       | クイズ!スタッフに聞きました! ナナニジいいねランキング     | 西浦・藤間・神木 一之瀬・滝川・織原 瀬良・桐生                             | | たける （東京ホテイソン）                                                                             | 桐生・一之瀬はパネルでの出演                                    |
| 52 | 3月23日       | クイズ!スタッフに聞きました! ナナニジいいねランキング     | 西浦・藤間・神木 一之瀬・滝川・織原 瀬良・桐生                             | | たける （東京ホテイソン）                                                                             | 3D⇄2Dの入れ替わりが発生                                         |
| 53 | 3月30日       | クイズ!スタッフに聞きました! ナナニジいいねランキング     | 西浦・藤間・神木 一之瀬・滝川・織原 瀬良・桐生                             | 滝川・織原                                                                                          | たける （東京ホテイソン）                                                                             | やりたいことロケを決行 Season5最終回                            |

## エンディングテーマ
- 「循環バス」（season1）
- 「願いの眼差し」（season2、22回まで）
- 6thシングル c/w（season2、23回から）
  - 「ポニーテールは振り向かせない」「ソフトクリーム落としちゃった」「タトゥー・ラブ」
- 「好きと言ったのは嘘だ」（season3、9回まで）
- 「ヒヤシンス」（season3、10回から）
- 「空を飛んでみよう」（season3、16回から）
- 「いつの間にSunrise」（season3、35回から）
- 「曇り空の向こうは晴れている」（season4、第14回から）
- 「打ち上げ花火の拒否権」 （season4、第17回から）
- 「神様だって決められない」（season4、第38回から）
- 「謎の力」（season4、第42回から）
- 「あやふやな世界観」（season5、第10回から）
- 「君とどれくらい会わずにいられるか?」（season5、第35回から）

## スタッフ
- 企画：秋元康
- スーパーバイザー：秋元伸介
- キャラクターストーリー原案：宮島礼吏
- キャラクターデザイン原案：堀口悠紀子、岸田メル、カントク、QP:flapper、渡辺明夫、黒星紅白、こやまひろかず、細居美恵子、深崎暮人、田中将賀、いとうのいぢ、高橋沙妃、手島nari、ゆーげん
- キャラクターデザイン：堀口悠紀子
- 構成：町田裕章、水野将良、清山智之
- CAM：相澤進史、神尾淳[§ 6]
- VE：本間一美、美和聖人[§ 7]
- SW：斑目要一、田中健太
- 音声：丸山紘加、田雑ほのか、根崎莉奈[§ 7]、谷口健二[§ 6]
- 照明：根建勝広[§ 6]
- MIX：山本賢
- 美術：矢野雄一郎
- デザイン：今長和宏
- 大道具：畠山茂[§ 8]
- アクリル装飾：國母淳一、日野直治[§ 8]
- 音効：吉田達朗、﨑野峻光
- メイク：久米千秋、久木田梨花、アートメイク・トキ
- 編集：星貴仁、竹野秀崇、e-naスタジオ[§ 9]、蒲澤悠太[§ 7]、田代陸[§ 6]、神屋翔斗、相馬貴志、中島功二、森嶋亮、蜂谷幸平、最上昌哉
- MA：曽田玲衣奈、中野由梨、長瀬貴広[§ 7]、牧野友樹、直江泰輔、小山千尋、足立篤弘[§ 6]、関川一貴、城賢一郎、安河内隆文、藤井光洋、岩倉省吾、志村武浩、山田謙一、安部結梨（莉）香、末長美有、平山達也、松尾隆裕、小田嶋広貴、植木俊彦、船木優
- グラフィック：木村有里[§ 10]
- 撮影協力：コスモスペース、e-naスタジオ、アートメイク・トキ、Zoom[§ 11]、ヌーベルアージュ[§ 7]、SWISH JAPAN[§ 6]、プログレッソ[§ 6]
- CG：株式会社ユークス[§ 12]、ニンテンドーピクチャーズ[§ 13]、株式会社D・A・G[§ 14]、Balus[§ 15]
- CGモデリング：白組[§ 16]、山中一也[§ 17]、株式会社ユークス[§ 8]
- スタジオ歌唱CG：バルス株式会社
- 協力：Y&N Brothers
- 衣装協力：三服屋、BIGTIME、TROPHY CLOTHING、EGO TRIPPING、TOP OF THE HILL、Cookman、Estella.K、RANDA
- AD：望月麻衣、吉高鈴音、中西拓宙、松本菜津美、宮木裕貴、浅倉俊之、竹内玄紀、成井岳、萩原俊樹、渡邉紫音、森井和輝、田路功樹、磯貝郁奈、小笠原舜、渡開都、佐々木耀
- ディレクター：石尾彰弘、小山薫、桐越慎二、大石橋健太、伊達秀昭、宮木裕貴、成井岳、菱田啓介、加藤貴大、山本健太、浅野浩希、松浦直人
- 演出：鎗野貴生
- プロデューサー：辻野学[§ 18]、落越友則[§ 1]、佐野弘明[§ 18]、工藤浩之、長尾真、坂本加恵、林健一[§ 17][§ 19]、三浦紹[§ 17]、足立和紀[§ 15][§ 20]
- エグゼクティブプロデューサー：佐野弘明[§ 7]、落越友則[§ 7]
- 制作協力：ケイマックス
- 制作：バズウェーブ合同会社

## ネット局
| 放送局       | 放送期間                       | 放送時間                     | 対象地域 | 放送系列 | 備考                                                             |
| ------------ | ------------------------------ | ---------------------------- | -------- | -------- | ---------------------------------------------------------------- |
| TOKYO MX     | 2018年7月7日 - 2019年12月28日  | 土曜 23:00 - 23:30           | 東京都   | 独立局   |                                                                  |
| BS11         | 2018年7月12日 - 2019年7月4日   | 木曜 1:00 - 1:30（水曜深夜） | 日本全域 | BS放送   | 5日遅れ                                                          |
| BS11         | 2019年7月6日 - 12月28日        | 土曜 23:00 - 23:30           | 日本全域 | BS放送   | 同時ネット                                                       |
| 日テレプラス | 2018年10月11日 - 2019年1月10日 | 木曜 22:30 - 23:00           | 日本全域 | CS放送   | 1週遅れ→約2週遅れ 2019年1月3日の放送が休止の為、1月17日は2回放送 |
| 日テレプラス | 2019年1月17日 - 2020年1月16日  | 金曜 1:00 - 1:30（木曜深夜） | 日本全域 | CS放送   | 1週遅れ→約2週遅れ 2019年1月3日の放送が休止の為、1月17日は2回放送 |

| 配信サイト     | 配信期間                      | 配信時間                     | 備考 |
| -------------- | ----------------------------- | ---------------------------- | --- |
| AbemaTV        | 2018年7月11日 - 2019年3月27日 | 火曜 23:30 - 24:00           | Abemaビデオでアーカイブを配信（- 2020年3月31日） テレビ朝日系列                                                                  |
| AbemaTV        | 2019年4月2日 - 12月31日       | 火曜 0:30 - 1:00（月曜深夜） | Abemaビデオでアーカイブを配信（- 2020年3月31日） テレビ朝日系列                                                                  |
| ニコニコ生放送 | 2018年9月1日 - 2019年3月16日  | 土曜 20:30 - 21:00           | 2週遅れ。初回は第1〜8回の一挙放送 第12回と第22回放送後に「22/7のニコニブ」を配信 第37回以降は動画のみ有料販売（ - 2020年4月2日） |

| 放送局       | 放送期間                      | 放送時間                     | 対象地域 | 放送系列 | 備考      |
| ------------ | ----------------------------- | ---------------------------- | -------- | -------- | --------- |
| TOKYO MX     | 2020年4月4日 - 12月26日       | 土曜 23:00 - 23:30           | 東京都   | 独立局   |           |
| BS11         | 2020年4月4日 - 12月26日       | 土曜 23:00 - 23:30           | 日本全域 | BS放送   |           |
| 日テレプラス | 2020年4月17日 - 2021年1月14日 | 金曜 1:00 - 1:30（木曜深夜） | 日本全域 | CS放送   | 約2週遅れ |

| 配信サイト         | 配信期間                     | 配信時間                     | 備考                                         |
| ------------------ | ---------------------------- | ---------------------------- | -------------------------------------------- |
| ABEMA              | 2020年4月7日 - 12月29日      | 火曜 1:00 - 1:30（月曜深夜） | Abemaビデオでアーカイブを配信 テレビ朝日系列 |
| ニコニコチャンネル | 2020年4月10日 - 2021年1月1日 | 金曜 12:00 更新              |                                              |

| 放送局   | 放送期間                     | 放送時間           | 対象地域 | 放送系列 | 備考 |
| -------- | ---------------------------- | ------------------ | -------- | -------- | ---- |
| TOKYO MX | 2021年4月3日 - 2022年3月26日 | 土曜 23:00 - 23:30 | 東京都   | 独立局   |      |
| BS11     | 2021年4月3日 - 2022年3月26日 | 土曜 23:00 - 23:30 | 日本全域 | BS放送   |      |

| 放送局   | 放送期間                     | 放送時間           | 対象地域 | 放送系列 | 備考 |
| -------- | ---------------------------- | ------------------ | -------- | -------- | ---- |
| TOKYO MX | 2022年4月2日 - 2023年3月25日 | 土曜 23:00 - 23:30 | 東京都   | 独立局   |      |
| BS11     | 2022年4月2日 - 2023年3月25日 | 土曜 23:00 - 23:30 | 日本全域 | BS放送   |      |

| 放送局   | 放送期間                     | 放送時間           | 対象地域 | 放送系列 | 備考 |
| -------- | ---------------------------- | ------------------ | -------- | -------- | ---- |
| TOKYO MX | 2023年4月1日 - 2024年3月30日 | 土曜 23:00 - 23:30 | 東京都   | 独立局   |      |
| BS11     | 2023年4月1日 - 2024年3月30日 | 土曜 23:00 - 23:30 | 日本全域 | BS放送   |      |

## 関連商品
| 商品                                               | 発売日         | 内容                                      | 規格品番      | 備考                          |
| -------------------------------------------------- | -------------- | ----------------------------------------- | ------------- | ----------------------------- |
| 『何もしてあげられない』 【初回仕様限定盤 Type-B】 | 2019年8月21日  | アレもコレも未公開も 全部見せます傑作選!! | SRCL-11242〜3 | 同梱DVDに収録                 |
| 「22/7 計算中」Blu-ray                             | 2020年11月25日 | 1巻（1 - 4、7、8、10 - 14回）             | ANSX-15321    | season1 各巻11話 66話分を収録 |
| 「22/7 計算中」Blu-ray                             | 2020年11月25日 | 2巻（15、18 - 25、28、29回）              | ANSX-15322    | season1 各巻11話 66話分を収録 |
| 「22/7 計算中」Blu-ray                             | 2020年12月23日 | 3巻（31 - 36、39 - 43回）                 | ANSX-15323    | season1 各巻11話 66話分を収録 |
| 「22/7 計算中」Blu-ray                             | 2020年12月23日 | 4巻（44 - 54回）                          | ANSX-15324    | season1 各巻11話 66話分を収録 |
| 「22/7 計算中」Blu-ray                             | 2021年1月27日  | 5巻（55、58 - 67回）                      | ANSX-15325    | season1 各巻11話 66話分を収録 |
| 「22/7 計算中」Blu-ray                             | 2021年1月27日  | 6巻（68 - 78回）                          | ANSX-15326    | season1 各巻11話 66話分を収録 |
| 「22/7 計算中 season2」 Blu-ray                    | 2021年5月26日  | 1巻（1 - 10回）                           | ANSX-15331    | [ 注釈 15 ]                   |
| 「22/7 計算中 season2」 Blu-ray                    | 2021年5月26日  | 2巻（11 - 20回）                          | ANSX-15332    | [ 注釈 16 ]                   |
| 「22/7 計算中 season2」 Blu-ray                    | 2021年7月21日  | 3巻（21 - 30回）                          | ANSX-15333    | [ 注釈 16 ]                   |
| 「22/7 計算中 season2」 Blu-ray                    | 2021年7月21日  | 4巻（31 - 39回、番宣SP）                  | ANSX-15334    | [ 注釈 16 ]                   |
| 「22/7 計算中 season3」 Blu-ray                    | 2022年4月27日  | 1巻（1 - 10回）                           | ANSX-15371    |                               |
| 「22/7 計算中 season3」 Blu-ray                    | 2022年5月25日  | 2巻（11 - 20回）                          | ANSX-15372    | [ 注釈 17 ]                   |
| 「22/7 計算中 season3」 Blu-ray                    | 2022年6月29日  | 3巻（21 - 30回）                          | ANSX-15373    | [ 注釈 17 ]                   |
| 「22/7 計算中 season3」 Blu-ray                    | 2022年7月27日  | 4巻（31 - 40回）                          | ANSX-15374    |                               |
| 「22/7 計算中 season3」 Blu-ray                    | 2022年8月31日  | 5巻（41 - 52回）                          | ANSX-15375    | [ 注釈 17 ]                   |
| 「22/7 計算中 season4」 Blu-ray                    | 2023年5月31日  | 1巻（1 - 10回）                           | ANSX-15481    |                               |
| 「22/7 計算中 season4」 Blu-ray                    | 2023年6月28日  | 2巻（11 - 20回）                          | ANSX-15482    |                               |
| 「22/7 計算中 season4」 Blu-ray                    | 2023年7月26日  | 3巻（21 - 30回）                          | ANSX-15483    | [ 注釈 18 ]                   |
| 「22/7 計算中 season4」 Blu-ray                    | 2023年8月30日  | 4巻（31 - 40回）                          | ANSX-15484    |                               |
| 「22/7 計算中 season4」 Blu-ray                    | 2023年9月27日  | 5巻（41 - 51回）                          | ANSX-15485    | [ 注釈 18 ]                   |
| 「22/7 計算中 season5」 Blu-ray                    | 2024年9月25日  | 1巻（1 - 10回）                           | ANSX-16651    | [ 注釈 19 ]                   |
| 「22/7 計算中 season5」 Blu-ray                    | 2024年10月30日 | 2巻（11 - 21回）                          | ANSX-16652    | [ 注釈 19 ]                   |
| 「22/7 計算中 season5」 Blu-ray                    | 2024年11月27日 | 3巻（22 - 31回）                          | ANSX-16653    | [ 注釈 19 ]                   |
| 「22/7 計算中 season5」 Blu-ray                    | 2024年12月25日 | 4巻（32 - 42回）                          | ANSX-16654    | [ 注釈 19 ]                   |
| 「22/7 計算中 season5」 Blu-ray                    | 2025年1月29日  | 5巻（43 - 53回）                          | ANSX-16655    |                               |